# Námestovo
 Ovo je glavno značenje pojma Námestovo. Za okrug pogledajte Okrug Námestovo.
 Námestovo (mađ. Námesztó, polj. Namiestowo) je grad u Žilinskom kraju u sjevernoj Slovačkoj u blizini granice s Poljskom. Grad je upravno središte Okruga Námestovo. 

## Zemljopis
Námestovo se nalazi podno gorja Orava na obali Orava jezera, nedaleko od poljske granice, oko 15 km od Tvrdošína i 30 km od Dolný Kubína.

## Povijest
Grad se spominje u 16. stoljeću, kada se masovno naseljavala regija  Orave. Grad se naglo proširivao, zahvaljujući povoljnom položaju na trgovačkm putu ka Poljskoj. Izgorio je na kraju Drugog svjetskog rata. Gradnja  Orava jezera utjecala je na način života u gradu, dvije trećine grada su poplavljene, uključujući i centra grada. 

## Stanovništvo
| Godina:     | 1993. | 2003.   | 2013.   | 2023.   |
| ----------- | ----- | ------- | ------- | ------- |
| Broj ljudi: | 7666  | 8126    | 7915    | 7465    |
| Razlika:    |       | +6,00 % | -2,59 % | -5,68 % |

| Godina:     | 2022. | 2023.   |
| ----------- | ----- | ------- |
| Broj ljudi: | 7539  | 7465    |
| Razlika:    |       | -0,98 % |

Po popisu stanovništva iz 2021. godine grad je imao 7722 stanovnika. Prema etničkoj pripadnosti najviše je bilo Slovaka 94,04 % i Čeha 0,27 %.  Prema vjeroispovijesti najviše je rimokatolika 80,94 %, ateista je bilo 11,36 % a luterana 0,61 %.

## Vanjske poveznice
- Službena stranica grada

### Ostali projekti
|  | Zajednički poslužitelj ima još gradiva o temi Námestovo |